# Diocesi di Sertei
La diocesi di Sertei (in latino: Dioecesis Serteitana) è una sede soppressa e sede titolare della Chiesa cattolica.

## Storia
Sertei, identificabile con Kherbet-Guidra nell'odierna Algeria, è un'antica sede episcopale della provincia romana della Mauritania Sitifense.
Gli scavi archeologici hanno portato alla luce i resti di una basilica cristiana, edificata fuori le mura e circondata da un cimitero, databile alla prima metà del V secolo e distrutta in epoca imprecisata da un incendio.
Sono tre i vescovi attribuiti con certezza a questa diocesi africana. Alla conferenza di Cartagine del 411, che vide riuniti assieme i vescovi cattolici e donatisti dell'Africa romana, prese parte il donatista Massimiano; il cattolico Felice, pur essendo presente a Cartagine, non poté presentarsi alla conferenza a causa di una malattia ai piedi, ma fu fatto registrare tra i presenti da Alipio di Tagaste.
Il terzo vescovo noto è Vittorino, il cui nome appare al 28º posto nella lista dei vescovi della Mauritania Sitifense convocati a Cartagine dal re vandalo Unerico nel 484; Vittorino era già deceduto in occasione della redazione di questa lista.
Infine, nel 1924 a Telerghma fu scoperta una placca di piombo, con una lunga iscrizione, datata al 636, che si riferiva al verbale di una deposizione di reliquie, alla quale assistettero 4 vescovi africani. Per tre di questi vescovi l'attribuzione della sede episcopale è incerta. Tra questi c'è il vescovo Leonzio, che si vuole attribuire alla diocesi di Sertei.
Dal 1933 Sertei è annoverata tra le sedi vescovili titolari della Chiesa cattolica; dal 9 maggio 2022 il vescovo titolare è Michael Gerard Woost, vescovo ausiliare di Cleveland.

## Cronotassi

### Vescovi residenti
- Felice † (menzionato nel 411)
  - Massimiano † (menzionato nel 411) (vescovo donatista)
- Vittorino † (prima del 484)
- Leonzio ? † (menzionato nel 636)

### Vescovi titolari
- Thomas Niu Hui-ching † (12 gennaio 1943 - 11 aprile 1946 nominato vescovo di Yanggu)
- John David Hubaldus Lehman, C.I.M. † (12 febbraio 1948 - 16 gennaio 1967 deceduto)
- Luis Armando Bambarén Gastelumendi, S.I. † (1º dicembre 1967 - 2 giugno 1978 nominato prelato di Chimbote)
- Agustín Alejo Román Rodríguez † (6 febbraio 1979 - 11 aprile 2012 deceduto)
- Irineu Roman, C.S.I. (8 gennaio 2014 - 6 novembre 2019 nominato arcivescovo di Santarém)
- Martin Laliberté, P.M.E. (25 novembre 2019 - 14 marzo 2022 nominato vescovo di Trois-Rivières)
- Michael Gerard Woost, dal 9 maggio 2022